# 지프니 시뮬레이터
《지프니 시뮬레이터》 (Jeepney Simulator)는 인디 게임 스튜디오 스페이스제로 인터랙티브에서 개발한 2023년 필리핀 시뮬레이터 게임이다. 게임의 조기 액세스를 위해 2023년 7월 17일에 출시되었으며 윈도우용으로 2023년 9월 16일에 안정적으로 출시되었다. 지프니 시뮬레이터는 필리핀에서 지프니 운전사의 삶을 묘사한 비디오 게임에 관한 것이다.